# Юрски парк
Вижте пояснителната страница за други значения на Джурасик парк.
Юрски парк (известен още и като Джурасик парк; на английски: Jurassic Park) е научнофантастичен роман, написан от Майкъл Крайтън. Той използва математическата концепция за теорията на хаоса за да обясни провала на увеселителен парк, в който има генетично пресъздадени динозаври. През 1993 година Стивън Спилбърг адаптира романа в блокбъстъра Джурасик парк. Продължението на книгата „Изгубеният свят“, издадена през 1995, също е филмирана от Спилбърг през 1997 година.
В различни български преводи заглавието на романа се среща по два начина – Юрски парк - тоест зоопарк от втория период от ерата на динозаврите (мезозойската ера) и „Джурасик парк“.
Любопитно: През 1989 г. българският писател Петър Бобев издава романа си „Каменното яйце“ (основан върху собствения му разказ „Ужасният гущер“ от 1983 г.), който изглежда като 95-процентов първообраз на фабулата и сюжета на „Юрски парк“. Още по-интересното е, че относно точния начин за възраждане на динозаврите в двете произведения, идеята на Петър Бобев изглежда научно по-издържана от версията на Крайтън.